# پاکزکو
پاکزکو (به لاتین: Paczków) یک منطقهٔ مسکونی در لهستان است که در گمینا پاچکوو واقع شده‌است. پاکزکو ۶٫۶ کیلومتر مربع مساحت و ۷٬۶۳۱ نفر جمعیت دارد.

## خواهرخوانده
شهر آینبک خواهرخواندهٔ پاکزکو هست.